# 木龙石塔
木龙石塔位于中国广西壮族自治区桂林市叠彩山木龙洞北口古渡口旁的临江岩上，建于唐代。
该塔通高4.34米，由须弥座、塔身、塔刹、刹顶组成。其底部直径1.4米，须弥座由三块圆石相叠而成，壁上均有蝉翼和仰覆莲花纹浮雕。塔身有四面，折角圆弧，如同宝瓶，各面雕刻拱形浅龛，东西龛内雕佛像，南北龛内雕菩萨像，均坐于莲花形须弥座上。塔刹为十三重相轮，上有六角檐形伞盖，伞盖上有葫芦形刹顶。1963年公布为广西壮族自治区文物保护单位。